# Dan Jones (compositor)
Dan Jones é um compositor inglês, designer de som ganhador do BAFTA e Ivor Novello Award, trabalhando no cinema e no teatro. Ele estudou música na Universidade de Oxford, estudou música contemporânea de teatro musical no Banff Centre for the Arts e estudou composição e programação electro-acústica  no Centro Ricerche Musicali , em Roma. Tendo explorado de várias formas de geração de música, através de algoritmos, ele é o autor de uma das primeiras peças de software para geração de fractais ou auto-similares de música.

## Carreira
Suas composições para longas-metragens incluem a Shadow of the Vampire (estrelado por John Malkovich e Willem Dafoe), Vítimas da Guerra (também estrelado por John Malkovich), Jericho Mansions (estrelado por James Caan) e Max (estrelando John Cusack) de  Menno Meyjes, pelo qual ele recebeu o Ivor Novello Award para Melhor Composição para Filme de 2004. Ele também compôs o filme seguinte de Meyjes, "Manolete" (estrelado por Adrien Brody e Penélope Cruz).
Ele também compôs para todas as principais emissoras de televisão Britânica e seu trabalho inclui de Sir David Attenborough, The Life of Mammals; a série da BBC Strange; o drama de Pawel Pawlikowski, "Twockers"; para série de terror de Charlie Brooker do Canal 4, "Dead Set" e "Tomorrow La Scala" de Francesca Joseph; para Canal 4,no documentário em três parte  "Visions of Heaven and Hell" mostrado em 1994. Ele colaborou com Sebastião Salgado, John Berger e Paulo Carlin no especial da BBC Arena (televisão)"The Spectre of Hope". Recentemente, ele compôs a música para o BAFTA de Melhor Série de Drama Any Human Heart, para o Canal 4, que também ganhou BAFTA e Ivor Novello de Melhor Composição para Televisão. Mais recentemente, ele compôs a música para a ITV , 'Appropriate Adult'.
Em 1997, uniu-se com a trip hop britânica do grupo Alpha, produzindo arranjos orquestrais para seus álbuns ComeFromHeaven, The Impossible Thrill e um cover de Jarvis Cocker, "This is Where I Came In" para o título Melankolic de Massive Attack.
Ele também criou a música e ambientes sonoros em larga escala de obras públicas. Ele é o co-criador do Sky Orchestra, onde a música é reproduzida a partir de sete balões de ar quente posicionado sobre uma cidade, tornando-a uma das maiores obras sonoras do mundo. Depois de uma primeira performance informal em Bristol, em 2003, Sky Orchestra primeiro foi testado com êxito em Birmingham encomendado pela Fierce! e mais tarde foi re-encomendado pela Fierce e a Royal Shakespeare Company, como parte das Complete Works Festival (Obras Completas do Festival). Sky Orchestra abriu o Festival de Sydney em 2007 e tem também excursionou para o Canadá e Suíça. Ele também produziu o design de som para "Ouvir mensagens, uma obra de arte por Daphne Wright para comemorar os emigrantes Irlandeses que deixaram o porto de Cork, que produz uma composição de som em constante mudança ao longo do ano.. Seu trabalho mais recente é Suburban Counterpoint com o subtítulo "Música para Sete Vans de Sorvete", que foi co-encomendada pela London International Festival of Theatre (LIFT), Norfolk e Norwich Festival e O Festival de Sydney. Em uma ideia que remonta a 2000, o trabalho, como o título sugere usar sete vans de sorvete para produzir uma composição sonora ambiente que habita todo um bairro, de uma só vez.
Outras obras incluem a composição para o Rambert Dance Company,"Slippage" pelo coreógrafo William Tuckett. A sua música tem sido utilizado pela Agência Espacial Europeia e incorporados em Paradise Omeros de Isaac Julien que é exposto na Tate Modern, em Londres.
Ele é membro fundador e co-director artístico daSound and Fury Theatre Company cujas produções são pioneiras na imersiva utilização experimental de design de som. Recentemente, ele co-dirigiu e som projetado a produção de teatro "Kursk", que percorreu o Reino Unido depois de uma venda total de bilhetes no teatro Young Vic, em Londres.
Ele foi o primeiro a receber o prêmio especial do júri para design de som na Quadrienal de Praga por seu trabalho em Kursk da Sound and Fury, ao lado dos seus colegas designers de som Kathrine Sandys para sua peça  Hush.
Sua obra musical é publicado pela Faber Music

## Prêmios e indicações
- Ivor Novello Award, Ganhador da Melhor Composição Original em Max – 2004
- Prague Quadrennial 2011Ganhador do Prêmio do Júri por Excelência em design de som, Kursk, Sound and Fury no Young Vic
- BAFTA, Ganhador de Melhor Música para Televisão, Any Human Heart — 2011
- Ivor Novello Award, Ganhador de Melhor Música Original para Televisão, Any Human Heart — 2011
- Primetime Emmy Award, Nomeado para Tema Musical Marcante, Any Human Heart — 2011
- Primetime Emmy Award, Nomeado para Melhor Composição Musical para Televisão, Filme ou Série, Any Human Heart — 2011
- OFTA Television Award, Nominee for Best Music in a Non-Series Appropriate Adult — 2012
- Ivor Novello Award, Nomeado para Melhor Trilha Sonora Original, Louis Theroux ~ My Scientology Movie – 2017
- World Soundtrack Awards, Nomeado para Descoberta do Ano, Lady Macbeth
- Royal Television Society, Prêmio de Produção e Design, Nomeado para Melhor Música Tema, SS-GB

## Discografia
- Shadow of the Vampire, (Trilha sonora original) — 2001
- The Life of Mammals, (Trilha sonora original) — 2003
- Max, (Trilha sonora original) — 2006
- Dead Set, (Trilha sonora original) — 2008
- Any Human Heart, (Trilha sonora original) - 2010
- The Hollow Crown ~ The Wars of the Roses, (Trilha sonora original) - 2016
- Louis Theroux ~ My Scientology Movie, (Trilha sonora original) - 2016
- Lady Macbeth, (Trilha sonora original) - 2016
- Any Human Heart, (Trilha sonora original) - 2017